# Maja Tatić
Maja Tatić, en alphabet cyrillique serbe Маја Татић, née le 30 octobre 1970 à Belgrade, est une chanteuse bosnienne. Elle est la représentante de la Bosnie-Herzégovine au Concours Eurovision de la chanson 2002 avec Na jastuku za dvoje.

## Biographie
Maja Tatić grandit à Banja Luka. À sept ans, elle se présente dans un concours pour enfants et commence sa carrière professionnelle en tant que chanteuse à 17 ans. Tatić chante dans des groupes pop rock tels que Sonus, Skitnice et Monaco. Avec ce dernier, elle enregistre un album à Belgrade qui ne sera jamais publié.
En 1992, Tatić se rend aux îles Canaries, où elle divertit les gens avec ses interprétations de chansons d'ABBA, Tina Turner et Shania Twain. Elle fait cela pendant huit ans.
En 2002, Tatić remporte la représentation de la Bosnie-Herzégovine au Concours Eurovision de la chanson avec la chanson Na jastuku za dvoje qui obtient 33 points et prend la treizième place sur vingt-quatre participants. Après cela, connue du grand public, elle participe à plusieurs festivals dans les Balkans. En 2005, elle est co-modératrice de la sélection bosnienne du concours.

## Discographie
Albums
- 2004 : Lagala si me
- 2008 : Moja te je duša poznala

Singles
- 2002 : Na jastuku za dvoje
- 2008 : Nauči ti da voliš

## Source de la traduction
- (en) Cet article est partiellement ou en totalité issu de l’article de Wikipédia en anglais intitulé « Maja Tatić » (voir la liste des auteurs).